# Paepalanthus riparius
Paepalanthus riparius är en gräsväxtart som beskrevs av Harold Norman Moldenke. Paepalanthus riparius ingår i släktet Paepalanthus och familjen Eriocaulaceae. Inga underarter finns listade i Catalogue of Life.